# ASF Police
El ASF Police es un equipo de fútbol de Senegal que juega en la Tercera División de Senegal, la tercera liga de fútbol más importante del país.

## Historia
Fue fundado en la capital Dakar como el representante de la Policía de Senegal en el fútbol nacional con el nombre ASC Police, aunque más tarde cambiaron su nombre por el que tienen actualmente. Cuentan con un título de liga y 5 títulos de copa, incluyendo 3 copas nacionales.
A nivel internacional han participado en 4 torneos continentales, destacando haber alcanzado los cuartos de final en 2 de sus apariciones.

## Palmarés
- Liga senegalesa de fútbol: 1

1978/79
- Copa senegalesa de fútbol: 3

1975/76, 1977/78, 1980/81
- Copa de la Asamblea Nacional: 2

1978/79, 1980/81

## Participación en competiciones de la CAF
| Temporada | Torneo                            | Ronda            | Club             | Casa | Visita | Global      |
| --------- | --------------------------------- | ---------------- | ---------------- | ---- | ------ | ----------- |
| 1977      | Recopa Africana                   | 2                | Anges ABC        | 8-1  | 0-0    | 8-1         |
| 1977      | Recopa Africana                   | Cuartos de final | Enugu Rangers    | 0-0  | 1-2    | 1-2         |
| 1980      | Copa Africana de Clubes Campeones | 1                | Mighty Blackpool | 2-1  | 2-0    | 4-1         |
| 1980      | Copa Africana de Clubes Campeones | 2                | AC Semassi FC    | 1-0  | 1-1    | 2-1         |
| 1980      | Copa Africana de Clubes Campeones | Cuartos de final | Union Douala     | 3-2  | 0-3    | 3-5         |
| 1982      | Recopa Africana                   | 1                | Mighty Barrolle  | 1-0  | 0-0    | 1-0         |
| 1982      | Recopa Africana                   | 2                | Hearts of Oak    | 2-0  | 0-2    | 2-2 (1-3 p) |
| 1983      | Recopa Africana                   | 1                | Raja Casablanca  | 1-0  | 0-0    | 1-0         |
| 1983      | Recopa Africana                   | 2                | Horoya AC        | 1-2  | 0-1    | 1-3         |